# Slagufjället
Slagufjället är ett berg i Älvdalens kommun i Dalarna, Sverige. Berget ligger i området runt Grövelsjön/Töfsingdalen. Med sina 1 129 meter är berget det femte högsta i Dalarna. Berget har en primärfaktor på 352 meter.
Samernas namn för berget är Sluvventjahke.